# Бояриня (драматична поема)
«Бояриня» — патріотично-феміністична драматична поема Лесі Українки, написана впродовж трьох днів (27—29 квітня 1910) у місті Хельвані (біля Каїра, Єгипет-Міср), де письменниця лікувалася від сухот. Написаний далеко від Батьківщини (поема просякнута невимовною тугою за Україною), цей твір - єдиний твір Лесі Українки, який базується на українській історії. Події в поемі розгортаються у часи Руїни (60-і роки XVII століття) на Лівобережній Україні (Частина перша) та в Москві (Частини 2,3,4,5). Складається  з п'яти частин, написаний віршами мішаних розмірів. Твір побудовано практично повністю у формі діалогів.

## Доля твору «Бояриня»
Відчуваючи тяжку долю твору, Леся Українка думала, чи не краще підписати твір псевдонімом, про що і радилася з матір'ю в листі від 28 грудня 1912.
Драма уперше надрукована вже після смерті поетеси у 1914-році у київському журналі «Рідний Край» (в номерах з I по VI). Удруге надрукована (вперше окремим виданням) в 1918-му в Дніпрі (тоді — Катеринослав). І у першому, і у другому виданнях текст подано за рукописом, бо тоді ще він був у Гадячому. У 1919-му — перша сценічна постановка, трупа Миколи Садовського поставила «Бояриню» в Кам'янці-Подільському. П'єса пройшла з грандіозним успіхом. У той час там перебував уряд Української Держави, що втік із захопленого більшовиками Києва, — і майже увесь кабінет міністрів разом з Симоном Петлюрою був на прем'єрі. У 1927-му році у Харкові надруковано «Бояриню» в Україні. В 1939 році твір був надрукований у п'ятому томі зібрань Лесі, це останнє видання де було надруковано «Бояриню» в СРСР протягом наступних десятиліть.

## «Бояриня» у Західній діаспорі

Діаспорне видання «Боярині», Торонто, 1971 рік

Попри те, що драматичну поему «Бояриня» тенденційно промовчували і послідовно виключали з усіх радянських видань повних і вибраних творів поетеси, в західній діаспорі твір не забуто. У 1971 році Організація українок Канади спромоглася видати твір окремою книжкою з нагоди 100-ліття з дня народження «Дочки Прометея». Скромне діаспорне видання — доповнення до ювілейних видань поетеси в Україні й у вільному світі.
У видання торонтського видавництва «Київ», увійшла стаття поета-неокласика і знавця Лесиної творчості Михайла Драй-Хмари, яку він опублікував як вступну статтю до «Боярині» у «Творах Лесі Українки» випуску київського видавництва «Книгоспілка» в 1929 році. Ювілейне діаспорне видання містить теж есеї літературознавців Миколи Глобенка, Івана Дзюби і Богдана Марчука про Лесю Українку та доповнене нарисом Катерини Штуль, у якому відтворено хвилину натхнення, коли поетеса писала свою «Бояриню».  Додатком-завершенням книжки є поема в прозі Лесі Українки «Голос однієї російської ув'язненої», яка грізною пересторогою про пеани-захоплення на Заході із приводу всього радянського та російського.

## «Бояриня» за часи розпаду СРСР і за Незалежності України
Твір «Бояриня» знову почали друкувати в СРСР лише за часи «перебудови» (1989 р.). За часи Незалежності видавався:
- 1991 р. - Київське видавництво «Молодь»,
- 2003 р. - Луцьке видавництво «Надстир'я»,
- 2006 р. - Видавництво Богдана,
- 2016 р. - Мультимедійне видавництво Стрельбицького (електронна книга),
- 2017 р. - Мультимедійне видавництво Стрельбицького (електронна книга),
- 2018 р. - Видавництво "Знання" ("Лісова пісня", "Бояриня").

У 2008 році «Бояриня» (2003 р.) прозвучала в оперній постановці. Оперну версію створив композитор Віталій Кирейко, а музичну інтерпретацію здійснив диригент Іван Гамкало.

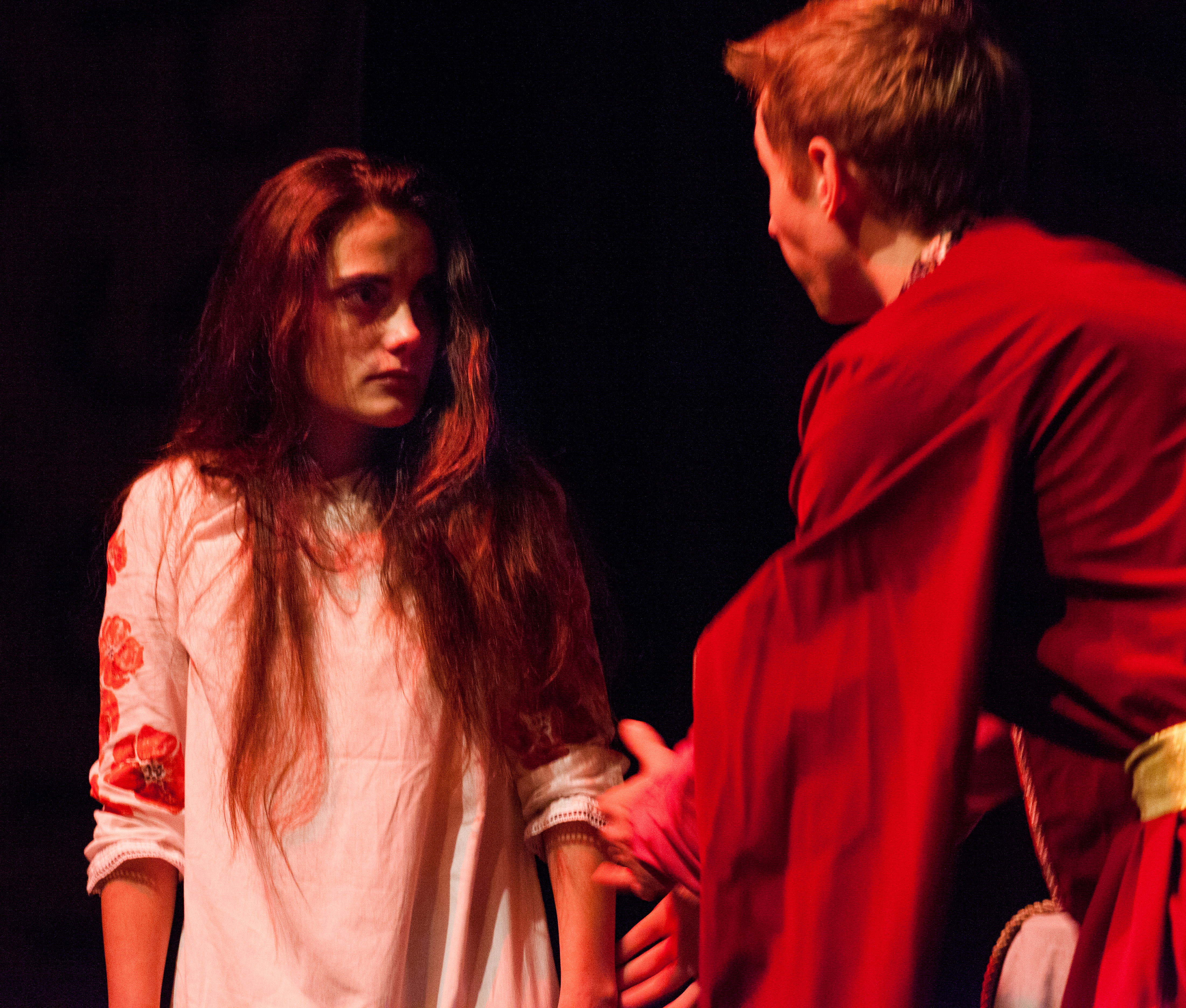
З вистави «Бояриня» Чесного театру, режисер Катерина Чепура, 2015 рік

2009 р.  - Театр ім. Марії Заньковецької (Львів). Режисер-постановник – Григорій Шумейко, художник-постановник – Наталія Руденко, композитор – Юрій Саєнко, хореографія – Олена Балаян, хормейстер – Оксана Ржепецька.
Із 6 жовтня 2013 року «Бояриню» ставить Чесний театр у Києво-Могилянському театральному центрі «Пасіка». Режисер-постановник — Катерина Чепура.

## Дійові особи «Боярині»
- Оксана — головна героїня, українка з козацького старшинського роду.
- Степан — боярин, українського роду, служить при московському царі. Бурлака, котрий нещодавно закінчив Київську Академію. Наречений, а надалі чоловік Оксани.
- Олекса Перебійний — не дуже багатий, але значний козак з старшини. Люблячий батько Оксани.
- Іван — палкий патріот України. Брат Оксани.
- Стара Перебійниха — літня жінка спокійної вдачі, намагається всіх примирити. Матір Оксани.
- Ганна — сестра Степана, подруга Оксани.
- Матір Степана — вдова, матір Степана і Ганни. Свекруха Оксани.
- Гість — гість з України, що приїхав до Степана з суплікою (проханням) до царя.
- Та кілька осіб прислуги, ролі яких німі.

## Сюжет
Сюжет поеми розвивається на побутовому рівні, на фоні історичних подій, які лише відгуками згадуються в п'єсі.

### Дія перша
Дія відбувається в Україні. В садку і в будинку Оксаниних батьків. В I-й частині Оксана розцвітає наче квітка.
Олекса Перебійний запрошує Степана повечеряти і погостювати кілька днів, допоки посольство з яким прибув Степан перебуватиме в Україні.

Сім'я вечеряє, відбувається суперечка між Степаном та Іваном.

| Степан На раді Переяславській мій батько, подавши слово за Москву, додержав те слово вірне. Іван Мав кому держати! Лихий їх спокусив давати слово! |
По обіді, в садку Оксана і Степан мають тривалу розмову, під час якої в них пробуджується кохання, та витинаються мрії про майбутнє спільне життя.

| Степан Мені тепер здається, що нігде на цілім світі вже нема чужини, поки ми вдвох з тобою. От побачиш, яке ми там кубелечко зів'ємо, хоч і в Москві. Нічого ж там чужого у нашій хатоньці не буде, — правда? Оксана Авжеж. І, знаєш, якось я не дуже боюся тої чужини. Степан Зо мною? Оксана (усміхається) Тим певне, що з тобою. Але й так, хіба ж то вже така чужа країна? Таж віра там однакова, і мову я наче трохи тямлю, як говорять. |

### Дія друга
Місце дії: світлиця у Степановім дому прибрана по-святковому. (Москва). В II-й частині Оксана вперше стикається з "глухою стіною" рабських звичаїв, з безліччю обмежень особливо для жінок. Оксана ділиться першими враженнями про Московське князівство, спізнає тутешні звичаї. Діалог між Оксаною і матір'ю Степана.

| Мати Ще осміють, дитинко; нема тут звичаю з чоловіками жіноцтву пробувати при беседі. Оксана Ой господи, які се тут звичаї! Оце — але! |

Наступна сцена в теремі (жіноча опочивальня на верхньому поверсі). Спершу розмова відбувається поміж матір'ю Степана, його сестрою Ганною і Оксаною. Потім матір йде спочити, залишаючи подруг удвох.

| Ганна Бо в тебе дома! Там же не Москва. Такого тут ізроду не чували, — співати по гаях!... |

Потім до терему забігає Степан, та упрошує Оксану прийняти важливих гостей за московським звичаєм.

### Дія третя
Місце: Дальня кімнатка у горішньому поверсі в Степановім домі. Оксана, не маючи змоги здолати традиції Москви, намагається безуспішно вирватися в Україну або хоч надіслати допомогу. Певно найбільш прив'язана до історичних подій частина поеми. Кілька разів згадується Дорошенко.

До Степана і Оксани приїжджають вісники з України.

| Степан Небезпечно. Вони там з Дорошенком накладають... Оксана Ну що ж, так, може, й треба. Степан Схаменися! Ти ж так боялася розливу крові, а ся війна найпаче братовбійна, що Дорошенко зняв на Україні, -'- то ж він татар на поміч приєднав і платить їм ясиром християнським. Оксана (сідає, мов знесилена, на ослін і спирається на стіл) Скрізь горе, скрізь, куди не обернися... Татари там... татари й тут... Степан Оксано! Що мариться тобі? Татари тут? Оксана А що ж? Хіба я тут, не як татарка, сиджу в неволі? Ти хіба не ходиш під ноги слатися своєму пану, мов ханові? Скрізь палі, канчуки... холопів продають... Чим не татари? |

### Дія четверта
Місце: Терем. Оксана занепадає на чужині. Оксана і Степан удвох.

| Оксана (уриває ридання, з одчаєм) Степане! Ти хіба не бачиш? Я гину, в'яну, жити так не можу! (В знесиллі похиляється па кросна) Степан Се правда, не ростуть квітки в темниці... А я гадав... |
Вертаються з покупами Степанові матір та сестра. Оксана жвавішає.

### Дія п'ята
Місце: Степанів садок. Вже зів'яла Оксана, хвора, очі позападали, але дуже
блищать, на щоках хворий рум'янець. Матір та Оксана (з поміччю двох служниць) виходять в сад. По тому як Оксана заснула, виходить Степан та нишком з матір'ю радяться як лікувати Оксану.

| Мати (нишком) Ну, що ж казав той німець? Є надія? Степан Що ж, каже: "В бога все можливо". |
| Степан Він казав, — коли її повезти на Вкраїну, то, може б, ще й одужала. |
Мати йде в терем. Оксана прокидається від Степанового поцілунку.
| Степан Цар пустить. Вже ж тепера на Вкраїні утихомирилося. Оксана (гостро) Як ти кажеш? Утихомирилось? Зломилась воля, Україна лягла Москві під ноги, се мир по-твоєму — ота руїна? Отак і я утихомирюсь хутко в труні. Степан Ти одживешся на Вкраїні. Москва ж не може заступити сонця, зв'ялити гаю рідного, зсушити річок веселих. |
Хоч у драмі цього не має, але скоріше за все Оксана помирає.

### Видання
- Бояриня [Архівовано 5 жовтня 2013 у Wayback Machine.]. Видання Організації українок Канади. — Торонто — Видавництво «Київ» — 1971.
- Леся Українка. Бояриня : драматична поема. — Київ : Молодь, 1991 р. — 96 с.